# 千葉ステーションビル
株式会社千葉ステーションビル（ちばステーションビル）は、千葉県千葉市中央区に本社を置くJR東日本グループの企業。千葉県内で「ペリエ」（PeRIe）をはじめとする駅ビル・駅ナカ商業施設の運営・管理を行う。またJR東日本千葉支社管内の京葉線の駅業務を受託する鉄道業務受託事業者（ステーションサービス）でもある。東日本旅客鉄道（JR東日本）の子会社。

## 概要
旧国鉄時代に、千葉駅の駅ビル（民衆駅）千葉ステーションビルの運営会社として設立された。国鉄分割民営化を経てJR東日本グループとなり、千葉ステーションビルは「ペリエ千葉」本館として営業している。
2002年7月に総武ステーション開発株式会社を合併。2009年3月末には、京葉企画開発株式会社が行っていた駅ビル運営事業も譲受し、千葉県内で駅商業施設の運営を行っている。
2020年12月1日からは、JR京葉線の海浜幕張駅、検見川浜駅、稲毛海岸駅の駅運営業務を受託している
。

### 制服
駅業務の受託開始に合わせ、駅係員が着用する制服を一新した。制服デザインはビームスが手掛けた。親会社や他のJR東日本系列のステーションサービスとは異なり、キャップ型の制帽を採用するなど独自デザインとなっている。

## 運営施設

### 商業施設
- ペリエ千葉（千葉駅）
  - 本館[7]
  - エキナカ
  - ストリート1（旧：ストリート） - 内房線・外房線の高架下[8]。
  - ストリート2（旧：カーニバル） - 総武本線・成田線の高架下[8]。
  - ペリチカ - 千葉駅地下[8]。
- ペリエ西千葉（旧：めり～な西千葉）- 西千葉駅
- ペリエ稲毛（旧：めり～な稲毛）- 稲毛駅[9]
- ペリエ津田沼（旧：Dila津田沼）- 津田沼駅
- ペリエ検見川浜（旧：一直鮮）- 検見川浜駅
- 四街道駅ビル
- アルカード茂原 - 茂原駅高架下の商業施設[10]
- ペリエ稲毛海岸 - 稲毛海岸駅の駅ビル[11]。旧：いちばん鮮をリニューアルし、2012年（平成24年）11月末に新装開業[11]。
- ペリエ海浜幕張（海浜幕張駅）
- ペリエ西船橋（旧：Dila西船橋）- 西船橋駅

### 駅業務受託
親会社のJR東日本や他の鉄道事業者のステーションサービスとは異なり、鉄道駅と商業施設を一体的に管理している。
- 幕張豊砂駅（2023年3月18日受託）
- 海浜幕張駅（2020年12月1日受託）
- 検見川浜駅（2020年12月1日受託）
- 稲毛海岸駅（2020年12月1日受託）

## 沿革
- 1961年（昭和36年）
  - 8月1日 - 株式会社千葉ステーションビル設立[2][1]。
  - 12月 - 国鉄より民衆駅建設の承認を受ける。
- 1962年（昭和37年）9月 - 出資会社「千葉駅ビル商事株式会社」を設立。
- 1963年（昭和38年）4月28日 - 千葉駅が現在地に移転・開業するとともに[12]、駅ビル「千葉ステーションビル」開業[2]。
- 1968年（昭和43年）12月 - 千葉ステーションビル本館に4～6階を増築。
- 1976年（昭和51年）
  - 3月 - 千葉ステーションビル本館を改装。
  - 9月 - 千葉駅外房線高架下を改装し「一番街」とする。
- 1977年（昭和52年）7月 - 駐車場ビルを建設。
- 1985年（昭和60年）
  - 3月 - 千葉駅総武線高架下に千葉ステーションビル新館が開業。
  - 10月 - 本館と一番街を改装し、愛称を「ペリエ」と命名。本館を「ペリエ1」、一番街を「ペリエ2」、新館を「ペリエ3」とする。
- 1995年（平成7年）4月28日 - 全面改装[13]。ペリエ1を「ファッション館」、ペリエ2を「ファッション・ストリート」、ペリエ3を「カーニバル」としてリニューアルオープン。
- 2001年（平成13年）8月 - ファッション館の1～4階を改装。
- 2002年（平成14年）7月 - 「めり～な西千葉」「めり～な稲毛」を運営する総武ステーション開発株式会社を合併。
- 2003年（平成15年）9月3日 - 稲毛駅ビルの「めり～な稲毛」を全面改装し、「ペリエ稲毛」として新装開業[14][15]。
- 2004年（平成16年）10月18日 - 千葉ペリエの地下食品街を「ペリチカ」として新装開業[16]。
- 2005年（平成17年）9月 - 千葉店4階とカーニバルの一部をリニューアル。
- 2007年（平成19年）12月1日 - JR西千葉駅前の「めり～な西千葉」を「ペリエ西千葉」として新装開業。
- 2009年（平成21年）
  - 3月31日 - JR東日本グループ内の事業再編に伴い、京葉企画開発株式会社から、アルカード茂原（茂原駅）、いちばん鮮（稲毛海岸駅）、一直鮮（検見川浜駅）、四街道駅ビル、津田沼駅北口ビルの事業を譲受。
  - 11月7日 - 千葉ペリエ「ペリエ2ファッションストリート街」（外房線高架下1階）が新装開業。
- 2011年（平成23年）
  - 1月31日 - 千葉駅ビル改築工事のため、千葉ペリエ1が閉店[17]。
  - 3月20日 - JR津田沼駅構内の「Dila津田沼」が新装開業。
  - 4月29日 - 千葉ペリエ「ペリエ3」（総武線高架下）を「ペリエ千葉 カーニバル」として新装開業[18]。「ペリエ2」（外房線高架下）のフロア名称を、1階は「ストリート」、地下1階食品街は「ペリチカ」とする[19]。
  - 5月12日 - 津田沼駅北口ビルを「ペリエ津田沼」として新装開業。
  - 7月7日 - JR検見川浜駅の「一直鮮」を「ペリエ検見川浜」として新装開業。
- 2012年（平成24年）11月末 - JR稲毛海岸駅の「いちばん鮮」を「ペリエ稲毛海岸」として新装開業[11]。
- 2013年（平成25年）9月13日 - JR海浜幕張駅の駅リニューアル工事の完了に伴い「ペリエ海浜幕張」がオープン。
- 2016年（平成28年）
  - 10月1日 - JR東日本グループ共通ポイント「JRE POINT」に対応[20]。
  - 11月20日 - JR千葉駅の駅リニューアル工事の一部完了に伴い「ペリエ千葉エキナカ」3階部分がオープン[21]。
- 2017年（平成29年）
  - 4月27日 - JR千葉駅の駅リニューアル工事の一部完了に伴い「ペリエ千葉エキナカ」が全面オープン[22]。
  - 9月7日 - 「ペリエ千葉本館」2～7階が改装オープン[23]。
  - 10月25日 - 「ペリエ千葉ストリート2」が改装オープン[24]。
- 2018年（平成30年）4月1日 - JR西船橋駅の「Dila西船橋」を「ペリエ西船橋」として新装開業。
- 2020年（令和2年）12月1日 - 海浜幕張駅、検見川浜駅、稲毛海岸駅の駅運営業務を受託[3]。
- 2023年（令和5年）3月18日 - 同日開業の幕張豊砂駅の駅運営業務を受託。